# Święta maryjne w Polsce
Święta maryjne w Polsce – lista zawiera informacje o obchodach ku czci Matki Bożej w Kościele katolickim, obrządku łacińskiego, uwzględniając rangę świąt w diecezjach i archidiecezjach.

## Kalendarium

### Styczeń
- 1 stycznia – Uroczystość Bożej Rodzicielki Maryi
- 16 stycznia –  Święto  Najświętszej Maryi Panny, Królowej Pustelników i Matki Zakonu (Zakon Św. Pawła I Pustelnika)

### Luty
- 2 lutego – Święto Ofiarowania Pańskiego (potocznie Matki Bożej Gromnicznej)
- 11 lutego – Wspomnienie Najświętszej Maryi Panny z Lourdes

### Marzec
- 25 marca – Uroczystość Zwiastowania Pańskiego

### Kwiecień
- 26 kwietnia – Wspomnienie Najświętszej Maryi Panny, Matki Dobrej Rady

### Maj
- 3 maja – Uroczystość Najświętszej Maryi Panny Królowej Polski
- 7 maja – Święto Najświętszej Maryi Panny, Matki Łaski Bożej (diecezja kielecka)
- 8 maja – Święto Matki Bożej Pompejańskiej
- 13 maja – Wspomnienie Najświętszej Maryi Panny Fatimskiej
- 24 maja – Wspomnienie Najświętszej Maryi Panny, Wspomożycielki Wiernych
- 31 maja – Święto Nawiedzenia Najświętszej Maryi Panny

### Czerwiec
- 2 czerwca – Wspomnienie Matki Bożej Łaskawej Krzeszowskiej (diecezja legnicka)
- 18 czerwca – Uroczystość Najświętszej Maryi Panny Rokitniańskiej, głównej Patronki diecezji (diecezja zielonogórsko-gorzowska)
- 21 czerwca
  - Wspomnienie Najświętszej Maryi Panny Opolskiej (diecezja opolska)
  - Wspomnienie Najświętszej Maryi Panny, Przyczyny naszej radości (diecezja świdnicka)[1]
- 25 czerwca – Wspomnienie Najświętszej Maryi Panny Świętogórskiej z Gostynia (archidiecezja poznańska)
- 27 czerwca – Matki Bożej Nieustającej Pomocy
  - Uroczystość Najświętszej Maryi Panny Nieustającej Pomocy (diecezja toruńska)
  - Wspomnienie Najświętszej Maryi Panny Nieustającej Pomocy (diecezja pelplińska)

### Lipiec
- 2 lipca
  - Wspomnienie Najświętszej Maryi Panny Krasnobrodzkiej, Jagodnej (diecezja zamojsko-lubaczowska)
  - Wspomnienie Najświętszej Maryi Panny Kodeńskiej (diecezja siedlecka)
  - Święto Najświętszej Maryi Panny Tuchowskiej (diecezja tarnowska)
  - Wspomnienie Najświętszej Maryi Panny Licheńskiej (diecezja włocławska)
- 16 lipca – Wspomnienie Najświętszej Maryi Panny z Góry Karmel, Matki Bożej Szkaplerznej

### Sierpień
- 2 sierpnia – Wspomnienie Matki Bożej Anielskiej (w Kościele katolickim, jako odpust Porcjunkuli[2]; święto patronalne jedynie w kościołach i klasztorach franciszkańskich)[3]
- 5 sierpnia – Wspomnienie Matki Bożej Śnieżnej (rocznica poświęcenia rzymskiej Bazyliki Najświętszej Maryi Panny)
- 11 sierpnia – Wspomnienie Najświętszej Maryi Panny Świętolipskiej (archidiecezja warmińska)
- 13 sierpnia – Wspomnienie Matki Bożej Kalwaryjskiej (święto w archidiecezji krakowskiej)
- 15 sierpnia – Uroczystość Wniebowzięcia Najświętszej Maryi Panny (Matki Bożej Zielnej)
  - Wspomnienie Matki Bożej Zwycięskiej
- 22 sierpnia – Wspomnienie Najświętszej Maryi Panny Królowej[4]
- 26 sierpnia – Uroczystość Najświętszej Maryi Panny Częstochowskiej
- ostatnia niedziela sierpnia – Święto Matki Bożej Pocieszenia (w kościele OO. Bernardynów w Przeworsku).

### Wrzesień
- 1 września – Wspomnienie Najświętszej Maryi Panny, Królowej Pokoju (archidiecezja warmińska)
- 4 września – Wspomnienie Najświętszej Maryi Panny, Matki Pocieszenia (uroczystość u augustianów)
- 8 września
  - Uroczystość Narodzenia Najświętszej Maryi Panny (głównej patronki diecezji tarnowskiej)
  - Święto Narodzenia Najświętszej Maryi Panny (Matki Bożej Siewnej, Matki Bożej Dzikowskiej)
  - Wspomnienie Najświętszej Maryi Panny Gietrzwałdzkiej (święto w archidiecezji warmińskiej)
  - Święto Narodzenia Najświętszej Maryi Panny, Matki Pięknej Miłości (diecezja bydgoska)

- 12 września
  - Wspomnienie Najświętszego Imienia Maryi
  - Wspomnienie NMP Piekarskiej (uroczystość w archidiecezji katowickiej, głównej patronki)
  - Wspomnienie NMP, Matki Sprawiedliwości i Miłości Społecznej, patronki diecezji gliwickiej
  - Wspomnienie Matki Bożej Rzeszowskiej, Patronki diecezji (diecezja rzeszowska; w Rzeszowie uroczystość)
- 15 września
  - Wspomnienie Matki Bożej Bolesnej
  - Wspomnienie Matki Bożej Bolesnej, Pani Skrzatuskiej (w diecezji koszalińsko-kołobrzeskiej)[5]
- 19 września
  - Wspomnienie Matki Bożej w Cudy Wielmożnej Pani Poznania[6]
  -  Uroczystość  Najświętszej Maryi Panny z La Salette (Zgromadzenie Księży Misjonarzy Saletynów)
- 26 września – Wspomnienie Najświętszej Maryi Panny Leśniańskiej (w diecezji siedleckiej)

### Październik
- 7 października – Wspomnienie NMP Różańcowej
- 7 października – Matki Bożej Królowej Różańca Świętego – sanktuarium Dzierzgoń, diecezja elbląska

### Listopad
- 16 listopada – Wspomnienie Najświętszej Maryi Panny Ostrobramskiej, Matki Miłosierdzia[5] (uroczystość w archidiecezji białostockiej, głównej patronki; święto w archidiecezji warmińskiej i diecezjach: łomżyńskiej, drohiczyńskiej i ełckiej)
- 21 listopada – Wspomnienie Ofiarowania Najświętszej Maryi Panny

### Grudzień
- 8 grudnia – Uroczystość Niepokalanego Poczęcia Najświętszej Maryi Panny
- 10 grudnia – Wspomnienie NMP Loretańskiej, od 2019 obchodzone w całym Kościele powszechnym[7] (w diecezji warszawsko-praskiej: Wspomnienie)
- 12 grudnia – Wspomnienie Najświętszej Maryi Panny z Guadalupe

### Święta maryjne ruchome
- Święto NMP Matki Kościoła (uroczystość w archidiecezji szczecińsko-kamieńskiej oraz w diecezji drohiczyńskiej i ełckiej, ich głównej patronki) – poniedziałek po Zesłaniu Ducha Świętego
- Święto Maryi Królowej Apostołów, patronki rodziny pallotyńskiej – sobota po Wniebowstąpieniu Pańskim
- Wspomnienie Niepokalanego Serca Maryi – sobota po uroczystości Najświętszego Serca Pana Jezusa
- Uroczystość Najświętszej Maryi Panny Łaskawej, głównej patronki Warszawy – druga sobota maja